# Euphorbia calderoniae
Euphorbia calderoniae är en törelväxtart som beskrevs av Victor W. Steinmann. Euphorbia calderoniae ingår i släktet törlar, och familjen törelväxter. Inga underarter finns listade i Catalogue of Life.